# بترو، بنین
بترو (به فرانسوی: Bétérou) شهری در استان بورگو واقع در کشور بنین است که در سال ۱۹۹۲ میلادی ۹٬۱۸۳ نفر جمعیت داشته و جمعیت آن در سال ۲۰۰۵ میلادی به ۱۳٬۱۰۸ نفر رسیده‌است.